# Miguel Ángel Sebastián Martínez
Miguel Ángel Sebastián Martínez, M.C.C.J. (Zaragoza, España, 28 de septiembre de 1950) es un religioso comboniano español que actualmente es obispo de Sarh, en Chad.

## Biografía
Fue ordenado sacerdote comboniano en 1975.Fue consagrado obispo de Lai en 1999. El Papa Francisco lo nombró obispo de Sarh en 2018.